# Сибирская АЭС
Сибирская АЭС — АЭС на промплощадке Сибирского химического комбината в ЗАТО Северск (Томск-7) Томской области. АЭС остановлена, реакторы выведены из эксплуатации в 2008 году.
Являлась второй атомной электростанцией в СССР и первой промышленной атомной электростанцией в стране.
Главным назначением реакторов Сибирской АЭС являлась наработка оружейного плутония для Сибирского химического комбината, в состав которого станция входит как подразделение «Реакторный завод». Тепло и электроэнергия были побочным полезным продуктом.

## История
В 1965 году на базе Реакторного завода № 5 (другие названия — «Завод РЗ-5», «Завод И», «Объект № 5», «Завод № 5», «Опытно-физическое подразделение») была организована АЭС-2 («РЗ», «Реакторный завод», «Объект 45»).
Первый двухцелевой водо-графитовый реактор ЭИ-2 (первоначально проектировавшийся как И-2) был запущен в эксплуатацию в декабре 1958 года.
Вначале станция имела мощность 100 МВт, которая была затем доведена до 600 МВт: в 1961 году был введён в эксплуатацию реактор АДЭ-3, производивший плутоний, электроэнергию и тепло.
Решение о строительстве реакторов АДЭ-4 и АДЭ-5 было принято в августе 1957 года и подписано министром среднего машиностроения Ефимом Славским.
Объект изначально предназначался для наработки оружейного плутония на уран-графитовых реакторах.
Выработка тепловой и электрической энергии была положительным побочным эффектом.
25 декабря 1963 года в строй был введён реактор АДЭ-4 и в 1965 году — реактор АДЭ-5.
В 1973 году была построена тепломагистраль до Томска, снабжающая теплом областной центр.
По состоянию на 2000-е годы реакторы давали 30—35 % тепла, необходимого для отопления жилого массива Томска, более 50 % для города Северска и промплощадок СХК, остальные энергетические потребности Северска удовлетворяются за счёт Северской ТЭЦ.
Завершение работы станции
| I очередь | I очередь    | II очередь | II очередь  |
| Реактор   | Остановлен   | Реактор    | Остановлен  |
| --------- | ------------ | ---------- | ----------- |
| ЭИ-2      | Декабрь 1990 | АДЭ-4      | июнь 2008   |
| АДЭ-3     | 1992         | АДЭ-5      | апрель 2008 |

Заявление пресс-службы комбината:

Остановка реакторов обусловлена исполнением соглашения от 12 марта 2003 г. между Минатомом РФ и Министерством энергетики США о прекращении производства плутония на действующих реакторах АДЭ-4, АДЭ-5 в Северске Томской области и реакторе АДЭ-2 в Железногорске Красноярского края— июнь 2008 года
В соответствии с соглашением между Россией и США о прекращении производства оружейного плутония, все ядерные реакторы Сибирской АЭС в 2008 году были остановлены.
Для замещения мощностей остановленных реакторов АДЭ-4 и АДЭ-5 к 2008 году планировалось завершить реконструкцию финансируемой правительством США Северской ТЭЦ, которая, однако, завершилась лишь к началу 2010 года. Также для создания энергозамещающих мощностей предлагалось построить два энергоблока ВВЭР-1000, что позволило бы вывести Томскую область в разряд энергодоноров.
В 2009 году «Росатомом» было принято решение о строительстве в Северске новой атомной станции — Северской АЭС. В 2012 стало известно, что сроки начала строительства сдвигаются, оно будет начато не раньше 2020 года. Само принятие решения о сроках строительства отложено.

## Фотографии

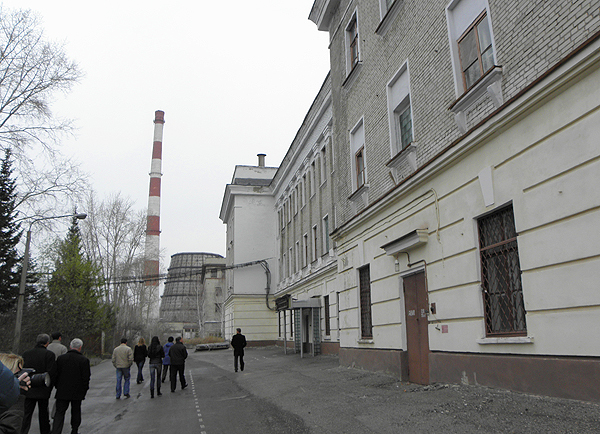
Здание реактора ЭИ-2 (ЗАТО Северск).
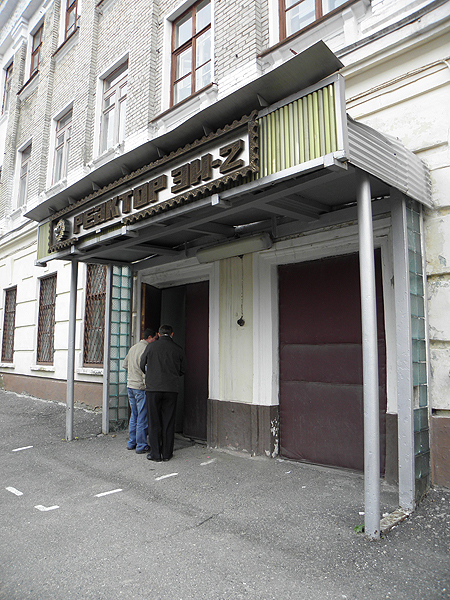
Вход в здание реактора ЭИ-2.
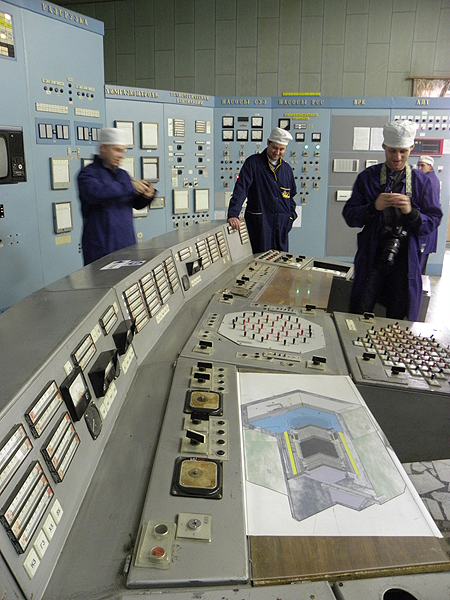
Зал управления ядерным реактором ЭИ-2.
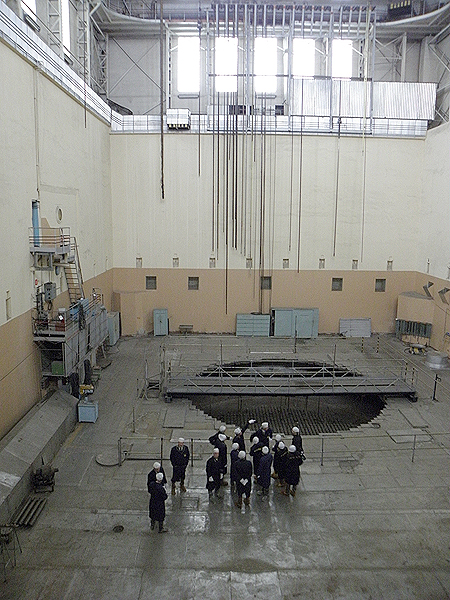
Центральный зал реактора ЭИ-2.
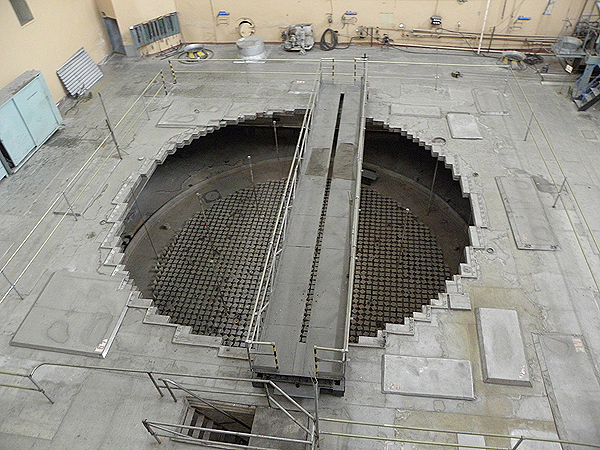
Вид на Центральный зал (реактор ЭИ-2).
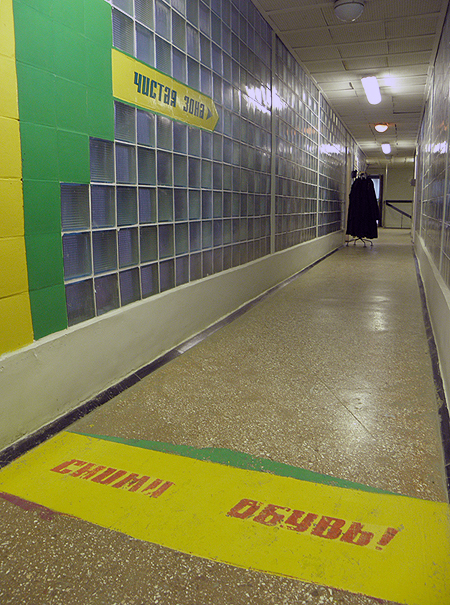
Коридор в здании промышленного реактора ЭИ-2.
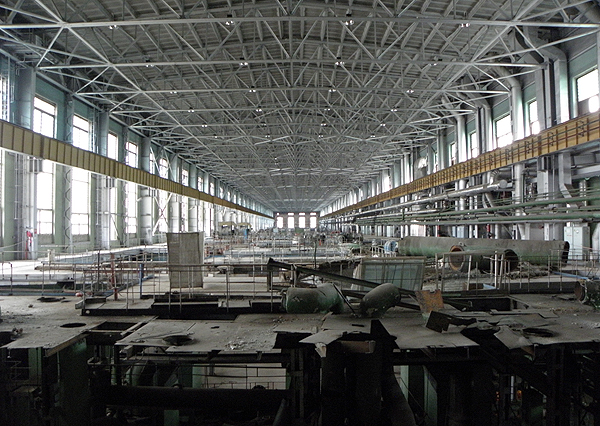
Машинный зал электростанции ЭС-1 (Северск).
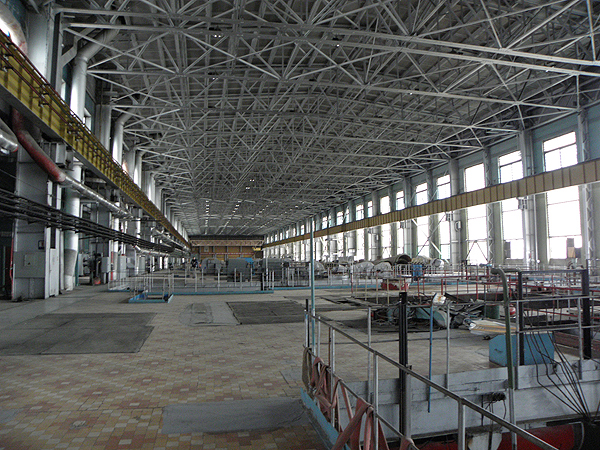
Машинный зал электростанции ЭС-1.
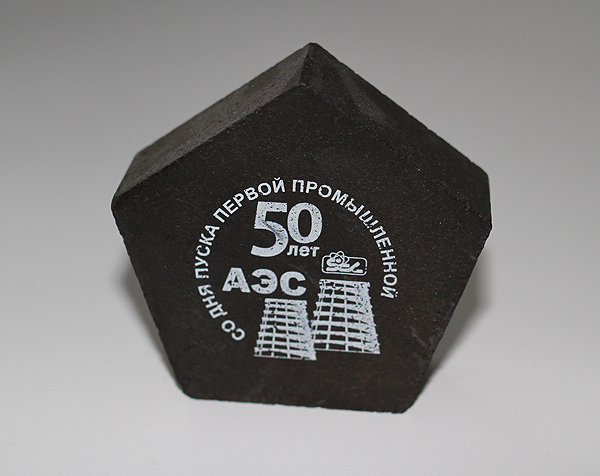
Сувенирный графит.